# Berthold Heymann

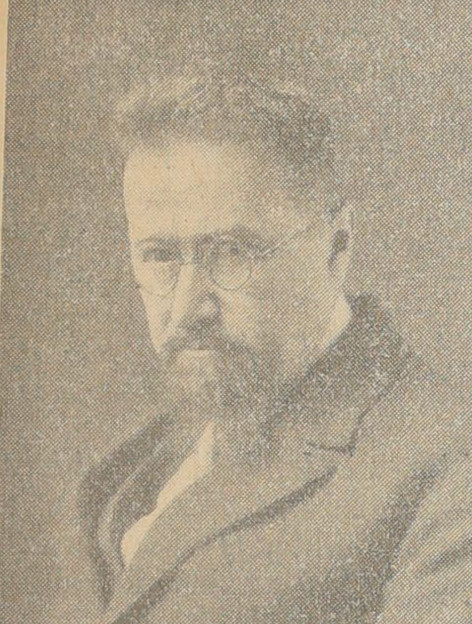
Berthold Heymann, um 1930

Bertold Heymann (auch Berthold Haymann; * 25. Juli 1870 in Posen; † 6. September 1939 in Zürich) war ein deutscher Politiker. 

## Leben
Bertold Heymann wurde am 25. Juli 1870 in Posen geboren. Sein Vater Max Heymann, verheiratet mit Lina Zadek, zog nach Berlin und wurde Stadtinspektor des Berliner Asylvereins.
Heymann besuchte das Gymnasium in Posen und in Berlin, machte dann eine kaufmännische Lehre und arbeitete bis 1897 als Handlungsgehilfe. 1895 schloss er sich der Sozialdemokratischen Partei an. 1897 begann er eine vielfältige journalistische und politische Tätigkeit. Er übernahm die Redaktion des „Braunschweiger Volksfreund“ und war von 1901 bis 1919 Chefredakteur des satirischen SPD-Wochenblattes „Der Wahre Jacob“.
Im Jahr 1900 heiratete er Anna Auer, die Tochter des Reichstagsabgeordneten Ignaz Auer (1846–1907), der zu den führenden Sozialdemokraten gehörte. Dieser förderte seine Parteilaufbahn. Er kandidierte für den Reichstag 1903 und 1907 in einem Hannoverschen Wahlkreis ohne Erfolg, zog dann 1903 nach Stuttgart und war dort von 1903 bis 1908 Parteivorsitzender der SPD.
Ab 1906 war er Abgeordneter im württembergischen Parlament. 1912 wählte ihn die SPD in Stuttgart zum Delegierten für den Parteitag. Er gehörte dem reformistisch-gemäßigten Flügel der Partei an, gegenüber Clara Zetkin, Rosa Luxemburg u. a.
Vom 9. November 1918 bis zum 31. Oktober 1919 war er Kultminister und vom 1. November 1919 bis 23. Juni 1920 Innenminister im Kabinett der ersten württembergischen Regierung. Von 1920 bis 1933 war er Abgeordneter der SPD im württembergischen Landtag. Für einen neuen Ministerposten fand er nach 1920 keine Akzeptanz in der eigenen Partei mehr. Ab 1920 war er vom Landtag gewähltes Mitglied des Württembergischen Staatsgerichtshof, dies bis 1933.
Im April 1933 wieder in den Landtag gewählt, war er heftigen Diffamierungen durch die NSDAP ausgesetzt. Er verzichtete auf sein Mandat und emigrierte in die Schweiz, um sich dem Zugriff der Gestapo zu entziehen. Dort betrieb er eine kleine Pension in Zürich, die zur Anlaufstelle für viele verfolgte Politiker aus ganz Deutschland wurde. Er starb am 6. September 1939 in Zürich, fünf Tage nach Beginn des Zweiten Weltkriegs.
Sein politisches Interesse galt neben den Rechts- und Verfassungsfragen vor allem der Bildungs- und Kulturpolitik. Überzeugt von dem Konzept einer einheitlichen Volks- und Höheren Schule ohne Auslese nach dem Berechtigungswesen und mit breitem praktischen und künstlerischen Bildungsangebot, ermöglichte er Emil Molt, dem Direktor der Waldorf-Astoria-Zigarettenfabrik, im Mai 1919 die Gründung der ersten Freien Waldorfschule in Stuttgart. Zu diesem Zweck zog Heymann ein württembergisches Gesetz aus dem Jahre 1836 heran, das privaten Schulträgern die Einstellung nicht staatlich geprüfter Lehrer einräumt. So ermöglichte er die später weltweit sich ausbreitende Waldorfpädagogik.

## Schriften
- Vom württembergischen Volksschulwesen: Die Übernahme der Schullasten auf den Staat, Stuttgart : Schwäb. Tagwacht, 1912.
- Paul Sakmann; Berthold Heymann, Die Intellektuellen und die Sozialdemokratie : Vorträge Geh. in Stuttgart am 4. Jan. 1919 im Saale d. Stadtgarten, Stuttgart : Schwäb. Tagwacht 1919 DNB